# Инструментальный хип-хоп
В хип-хоп музыке термин «инструментал» (или «Бит» от англ. Beat — такт, ритм) обозначает музыкальную основу рэп-композиции, на которую накладывается речитатив. В современном зарубежном хип-хопе распространены выпуски альбомов с инструменталами известных рэп-композиций или всего альбома (Jaylib — Champion Sound (Instrumentals) (2003)). Такие инструментал-альбомы пользуются популярностью у диджеев, которые на инструментал от одной композиции накладывают вокал (а капелла) от другой, и играют это либо на танцплощадках либо выпускают микстейп (то есть альбом такого рода ремиксов).
Мисктейп, как правило, используется в целях раскрутки артиста: диджея, рэпера, рэп-группы, или будущего альбома: DJ Whoo Kid & Busta Rhymes — Surrender — микстейп, промоушен артиста; Mick Boogie & Mobb Deep — More Money More Murda (2006) — микстейп в поддержку альбома группы Mobb Deep — Blood Money (2006).
Кроме этого, битмейкеры (от англ. Beatmaker — творец ритма), в том числе и малоизвестные, выпускают свои инструментал-альбомы, на которых можно услышать множество новаторских решений, и по большей части такие релизы являются экспериментальными для жанра хип-хоп.